# Barbora Frolíková

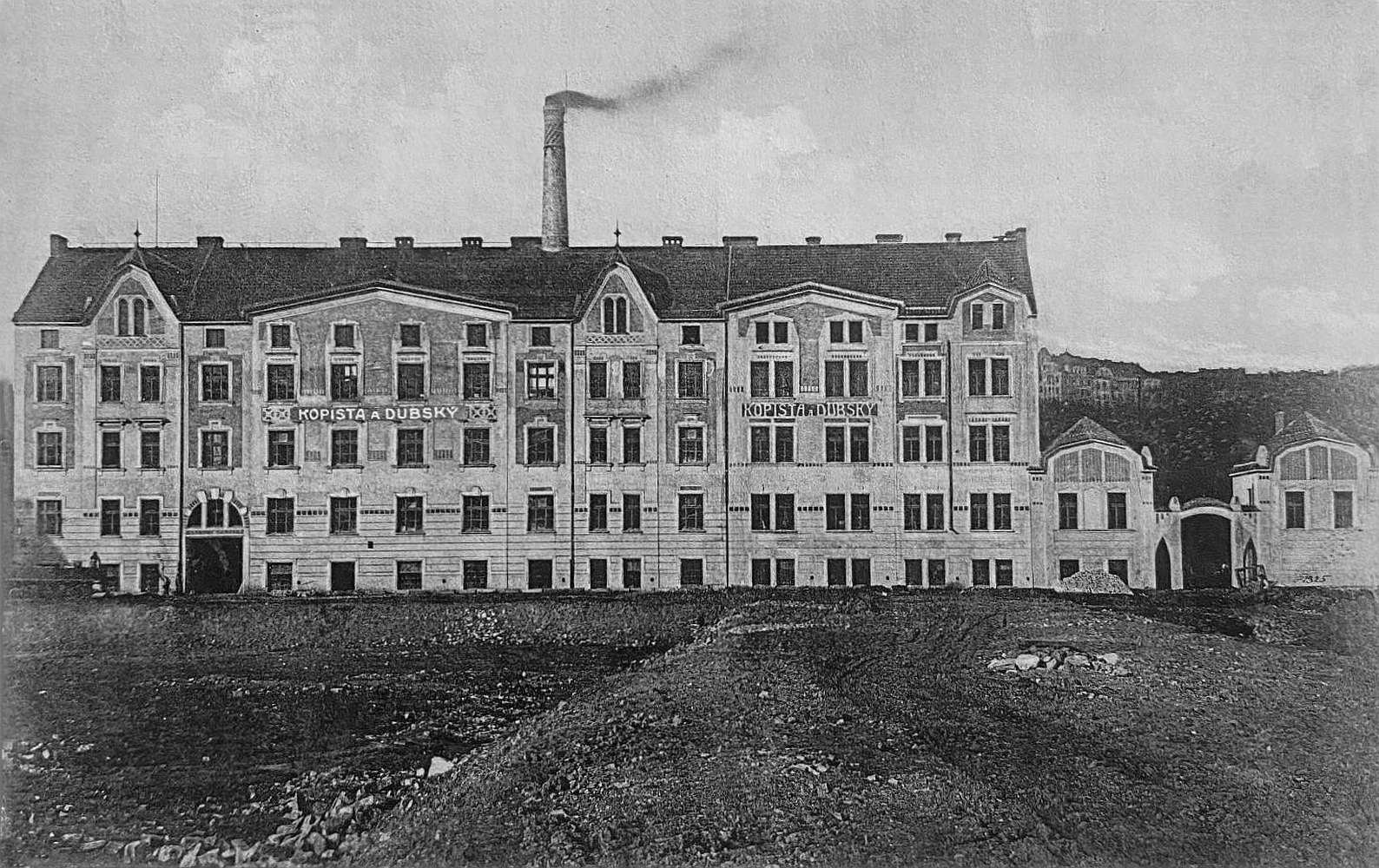
Jeden z továrních objektů firmy Kopista & Dubský u které pracovala Barbora Frolíková jako telefonistka

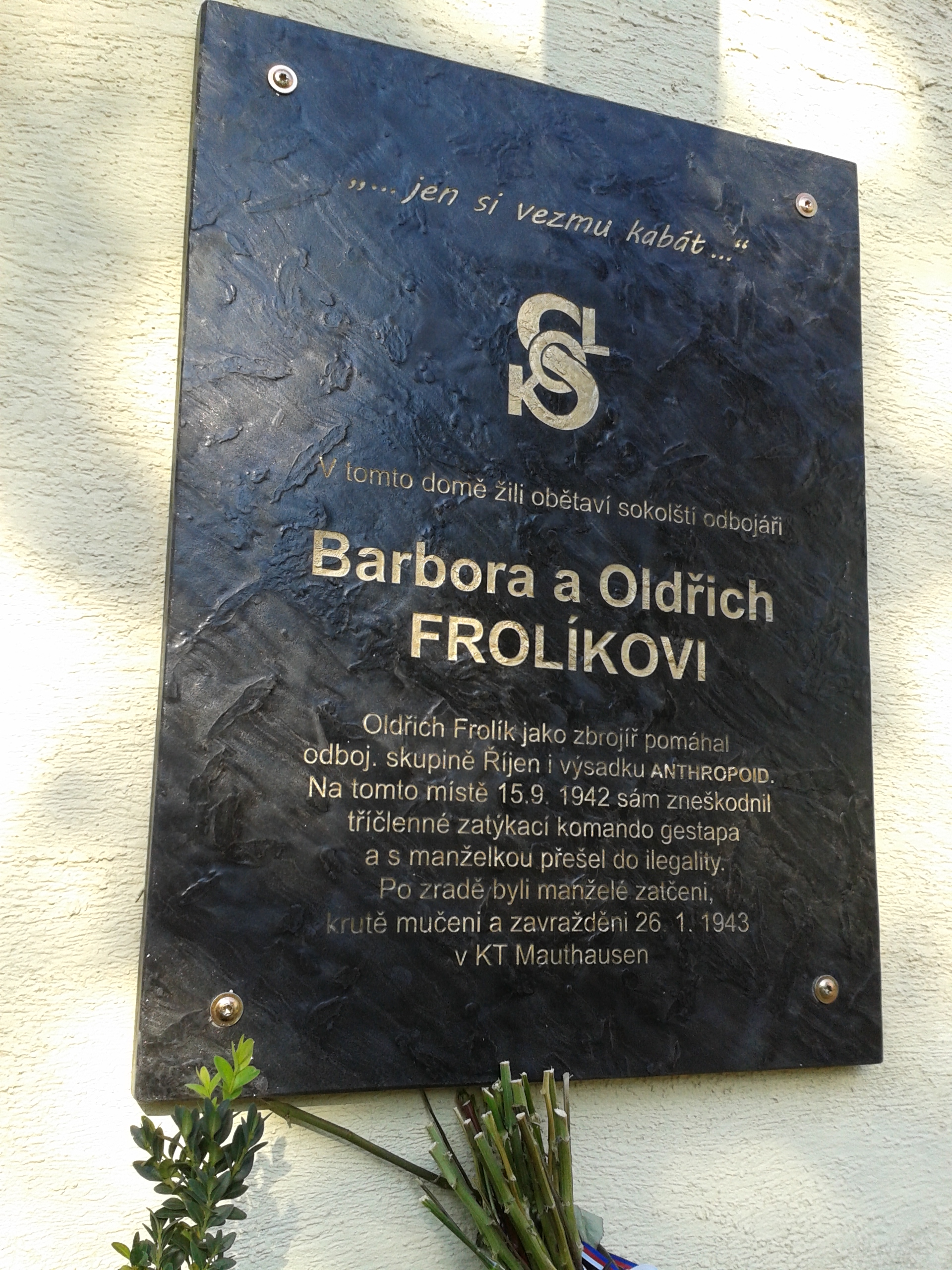
Pamětní deska v Kvestorské ulici v Praze 4

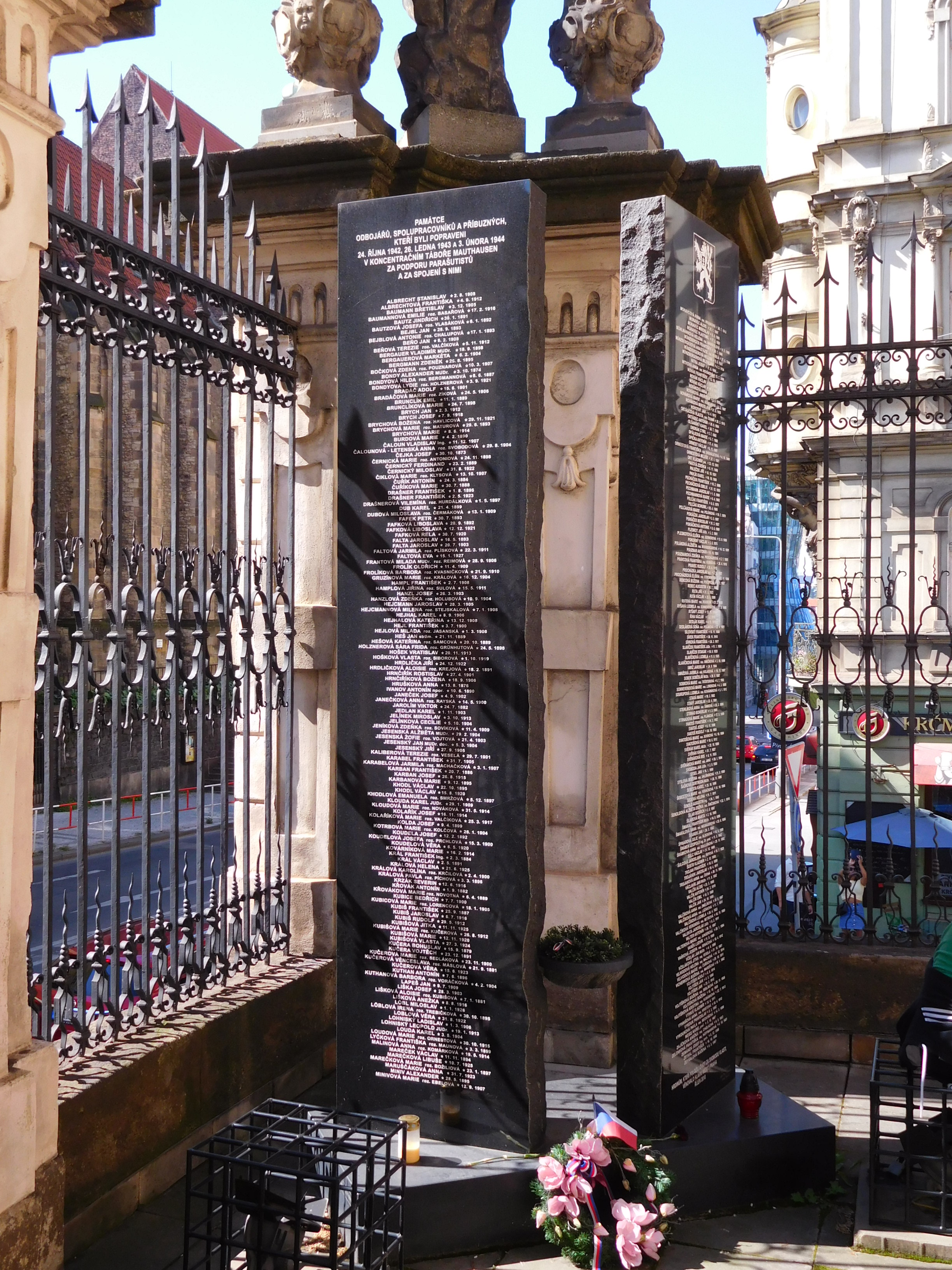
Pomník odbojářům popraveným a umučeným v souvislostí s operací Anthropoid (Resslova ulice)

Barbora Frolíková rozená Kvasničková (21. září 1910 Praha – 26. ledna 1943 Koncentrační tábor Mauthausen) byla manželkou kovodělníka Oldřicha Frolíka z Janečkovy zbrojní továrny na Pankráci v Praze zapojeného za protektorátu do domácí radikální sokolské odbojové skupiny Říjen. Oba manželé patřili mezi podporovatele parašutistů výsadku Anthropoid, poskytovali jim ve svém bytě ubytování a úkryt části jejich zbrojního arzenálu, Barbora je zásobovala potravinami a Oldřich pro Jozefa Gabčíka a Jana Kubiše ošetřoval zbraně a staral se jim o výzbroj a o munici.

## Život

### Rodina
Barbora Frolíková se narodila jako Barbora Kvasničková 21. září 1910 v Praze Michli. V protektorátní době byla zaměstnána jako telefonistka u firmy Sklárny Kavalier, respektive u její pražské pobočky Kopista a Dubský v Nuslích. Její budoucí manžel Oldřich Frolík (1909–1943) pracoval za protektorátu jako kovodělník (frézař) v Janečkově zbrojovce na pražském Pankráci. Ve 30. letech 20. století se Barbora Kvasničková provdala za Oldřicha Frolíka a novomanželé obývali přízemní dvojpokojový byt s kuchyní v Brožíkově ulici 337/5. (Dnes: Kvestorská 337/5, 140 00 Praha 4 - Michle) Prvorozená dcera Květa Frolíková (* 1937) se manželům Frolíkovým narodila v roce 1937, o tři roky později se jim narodila druhá dcera Jitka Frolíková (* 1940).

Továrna ing. Františka Janečka v Praze na Pankráci
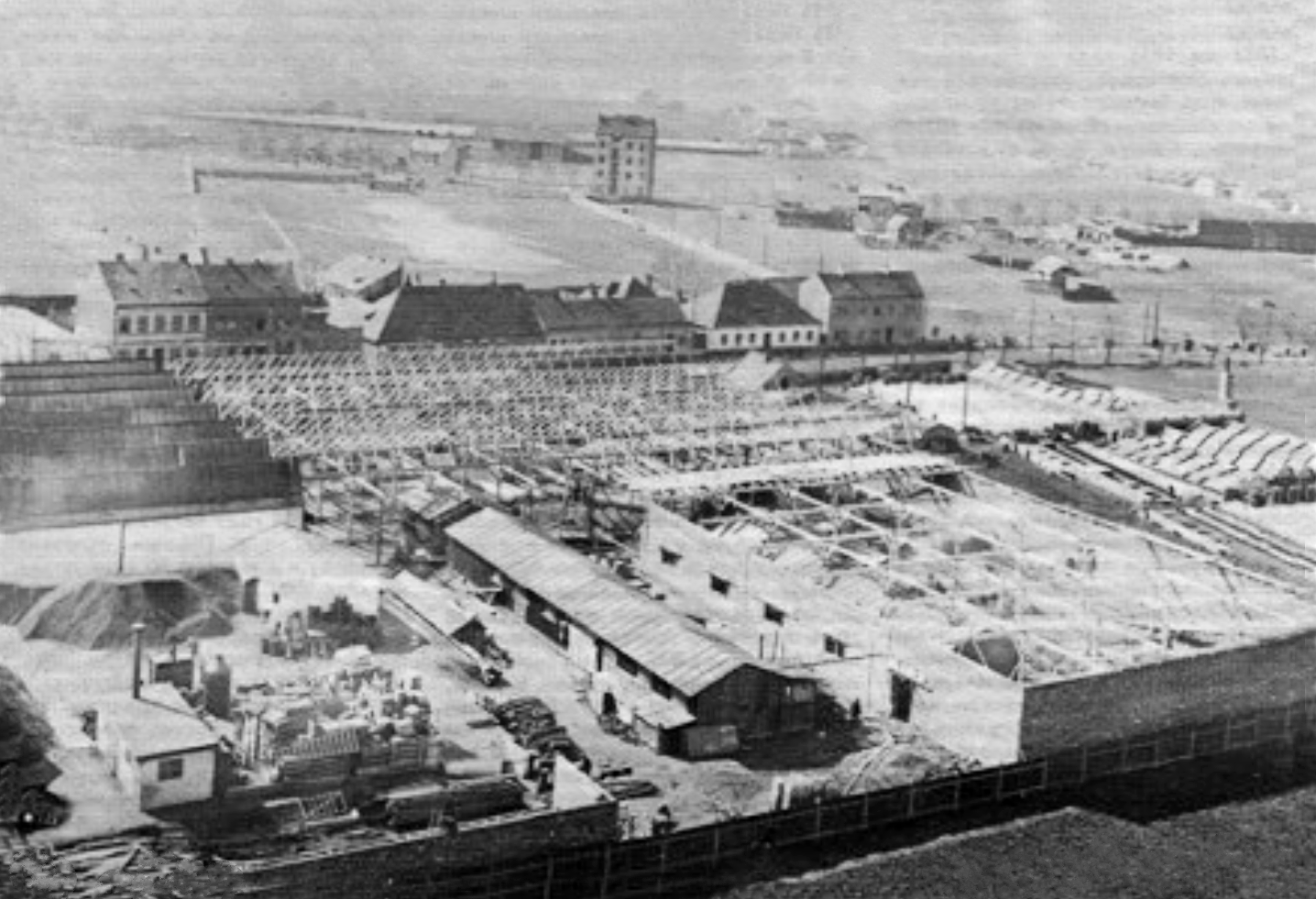
Ve 20. letech 20. století
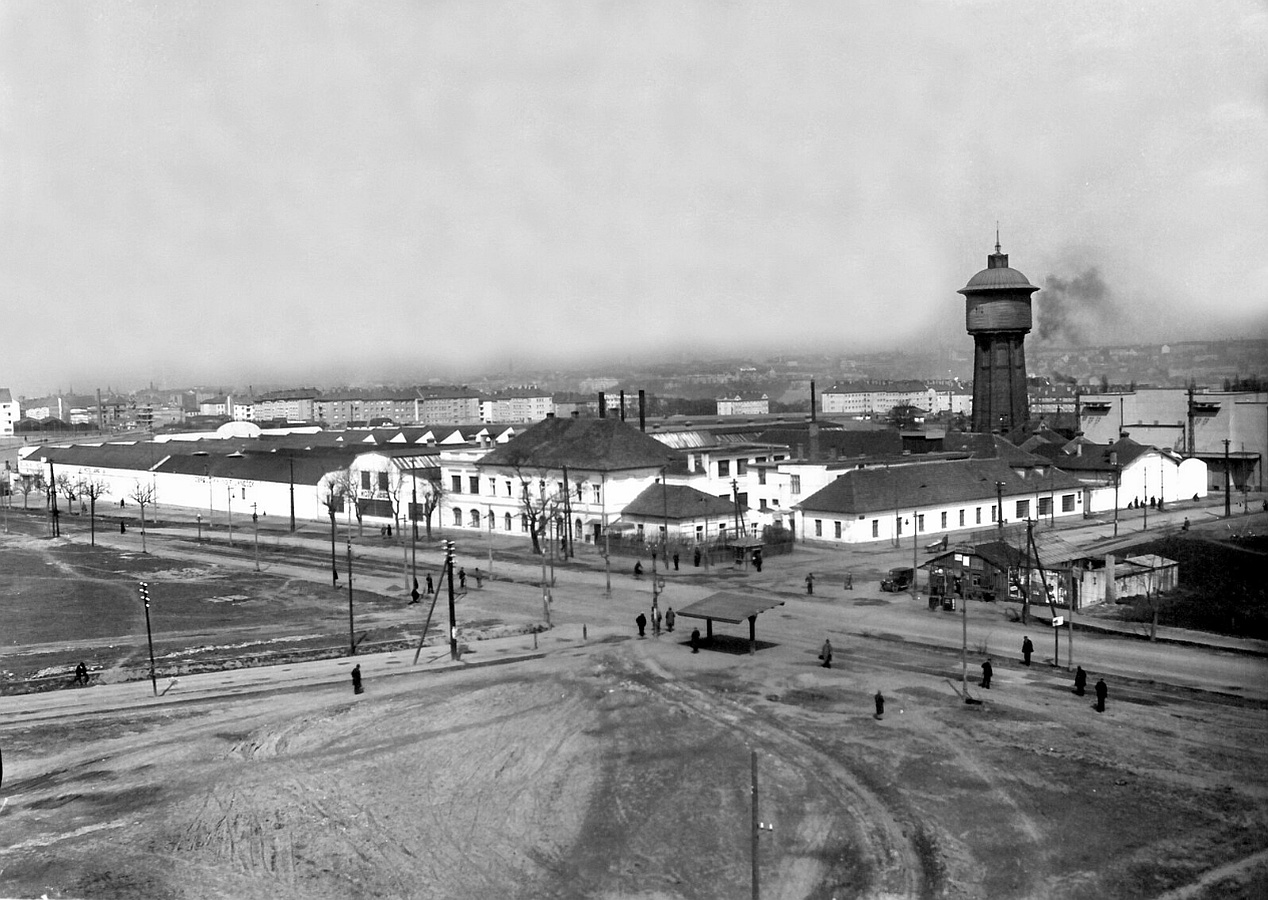
Ve 30. letech 20. století

### Říjen
Po německé okupaci Čech, Moravy a Slezska a nastolení Protektorátu Čechy a Morava (15. března 1939) byla snaha německých okupačních sil omezovat českou spolkovou činnost a to zejména činnost Sokolské organizace a to především na základě oprávněných obav z protiněmeckého odporu vlastenecky smýšlejících sokolů. Po prvním pozastavení činnosti Sokola v dubnu 1941 následovalo zastavení činnosti Sokola 11. října 1941, jemuž předcházela represivní akce s názvem Aktion Sokol (8. října 1941) během níž bylo zatčeno 1 500 hlavních představitelů (funkcionářů) České obce sokolské, kteří byli následně odesláni převážně do koncentračního tábora Osvětim. Podmínky života v tomto koncentračním táboře byly takové, že po tříměsíčním pobytu zůstalo naživu méně než 500 deportovaných sokolských činovníků. Již od začátku německé okupace se ze členů Sokola vytvářely odbojové zárodky pro vznik Obce sokolské v Odboji. Po úředním rozpuštění Sokola ( 11. října 1941) začal německými represivními složkami poničenou Obec sokolskou v odboji (OSVO) znovu rekonstruovat Ladislav Vaněk – zakladatel ilegální sokolské organizace Jindra, která spolupracovala se členy paradesantních výsadků do protektorátu a zajišťovala pro ně podporu. Jednou z radikálních odnoží Jindry byla sokolská ilegální skupina se symbolickým názvem Říjen (odkazující na události 8. respektive 11. října 1941). V čele Října stál Jan Zelenka a byli to právě členové Října, kdo se aktivně podíleli na přípravách útoku na Reinharda Heydricha.

Některé z osobností sokolského odboje
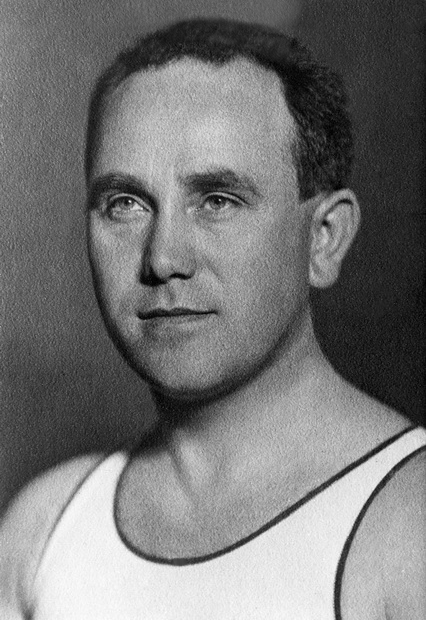
Zakladatel ilegální sokolské organizace Jindra Ladislav Vaněk
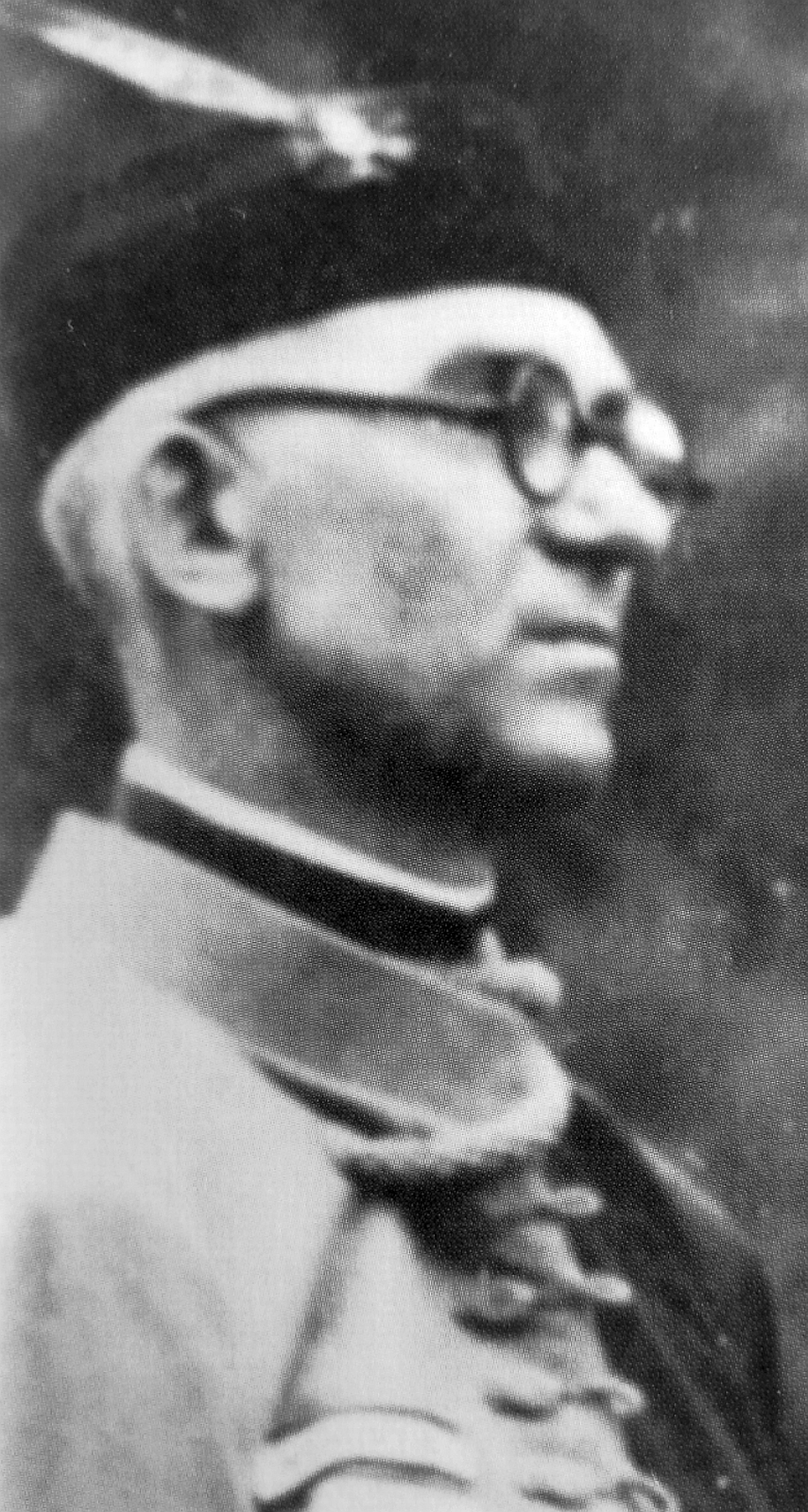
Čelný představitel radikální skupiny Říjen Jan Zelenka

### Odbojová činnost
Frolíkův spolupracovník v Janečkově zbrojovce a blízký přítel Otakar Šrámek se za německé okupace Čech, Moravy a Slezska zapojil do řad členů domácího odboje a jeho prostřednictvím se do protiněmeckého odboje zapojili záhy i Oldřich Frolík a jeho manželka Barbora. Společně se svými přáteli Jaroslavem Pechmanem, Janem Zelenkou-Hajským a kapitánem Karlem Pavlíkem náležel Frolík (v rámci sokolské odbojové organizace) právě do radikální frakce Říjen, která se hodlala ve své protiněmecké činnosti orientovat především na diverzní (záškodnickou) činnost. V Janečkově továrně pracoval od června 1941 frézař (kovodělník) Stanislav Albrecht, který se ke členům Října přidal.

Spolupracovníci manželů Frolíkových v odboji
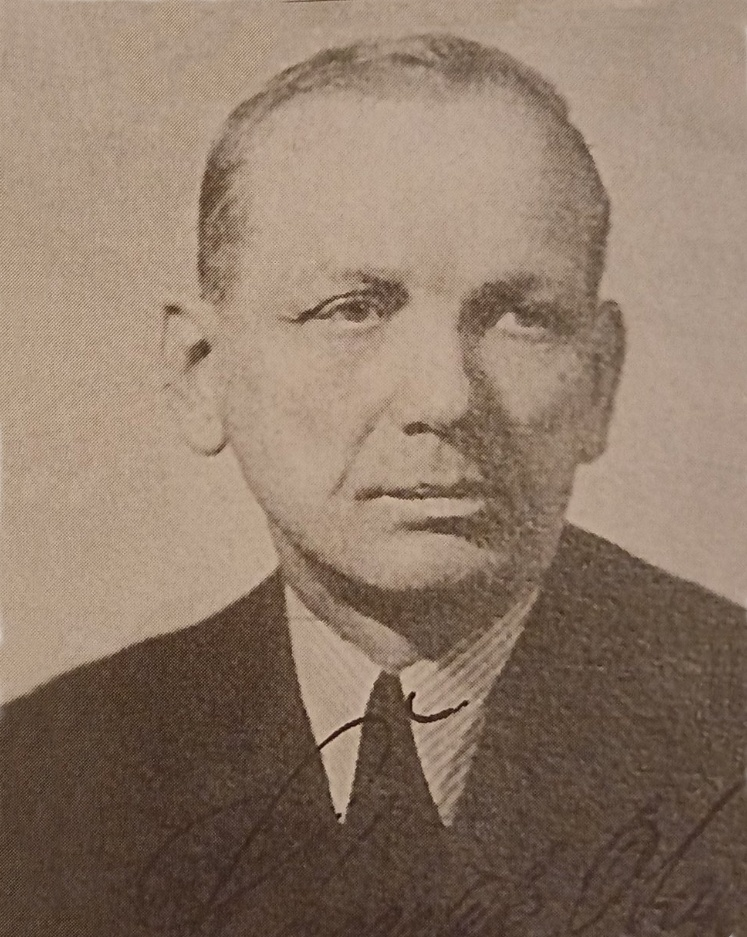
Otakar Šrámek
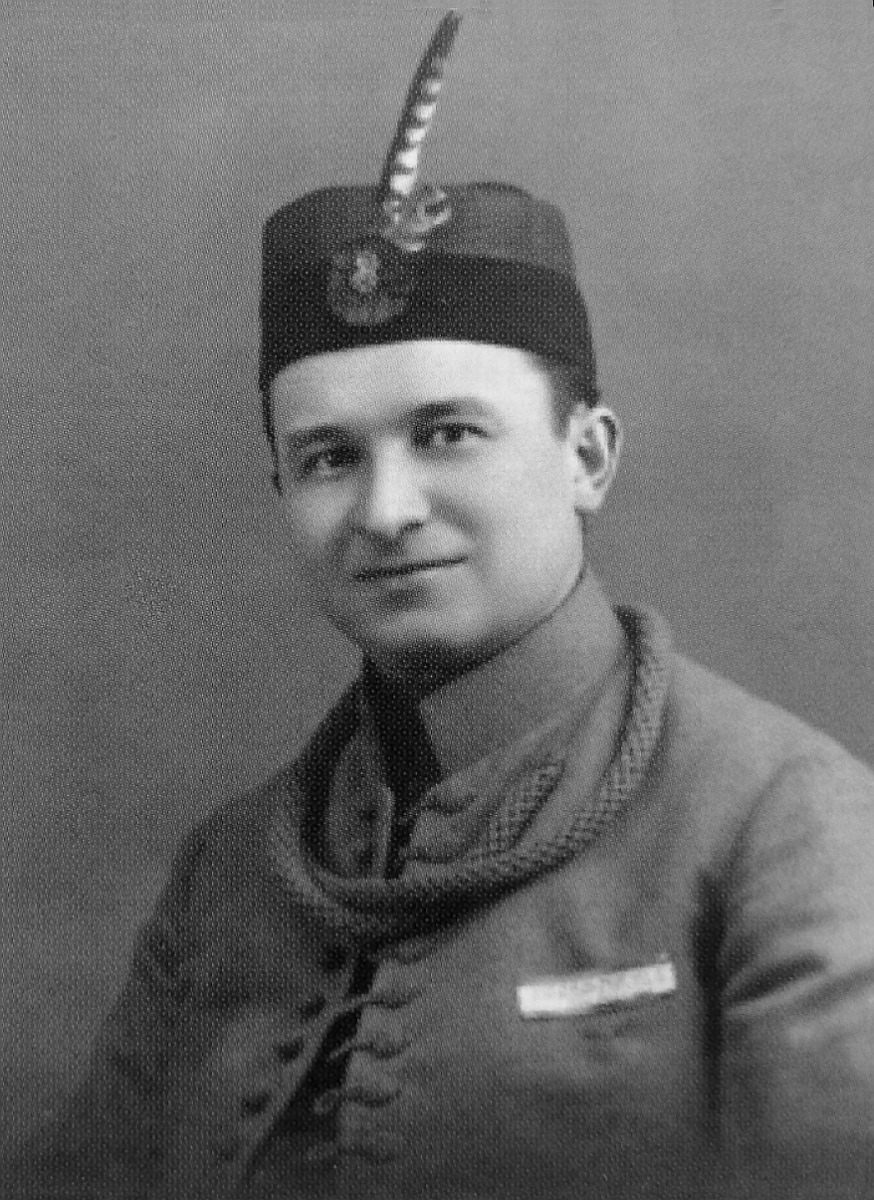
Jaroslav Pechman
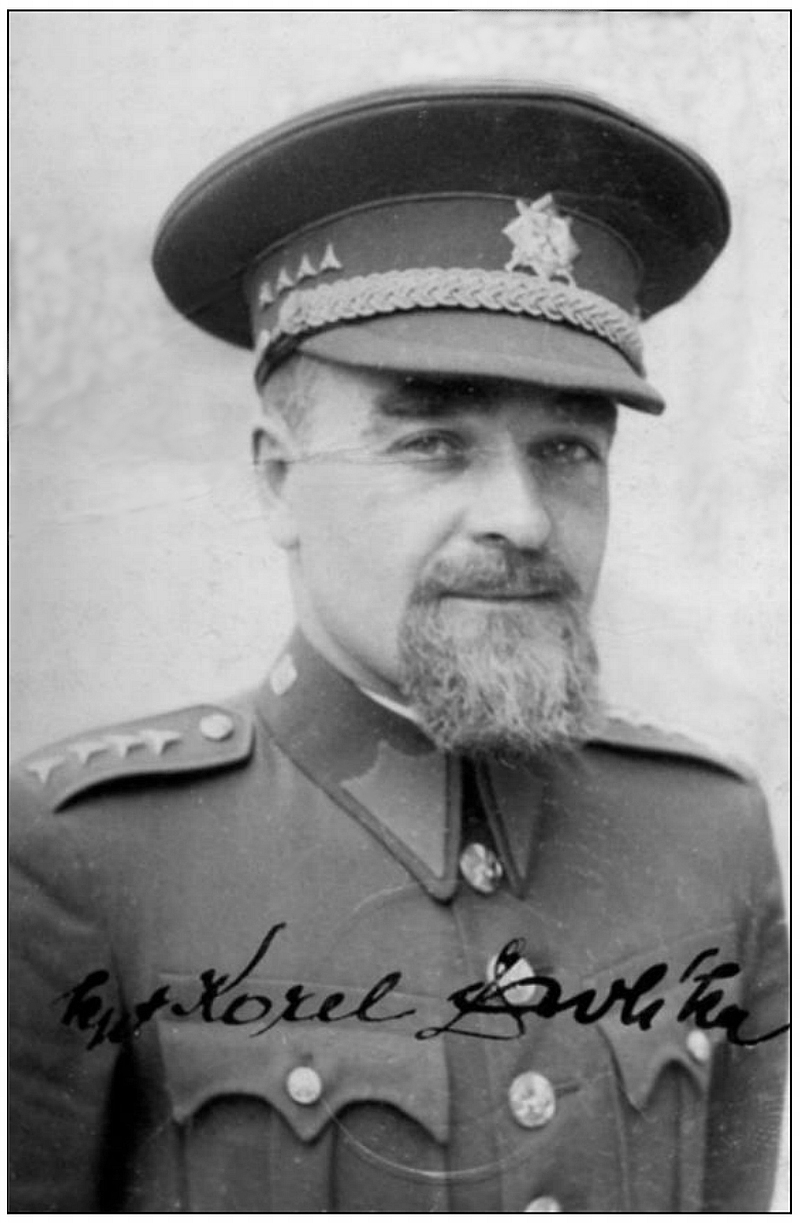
Karel Pavlík
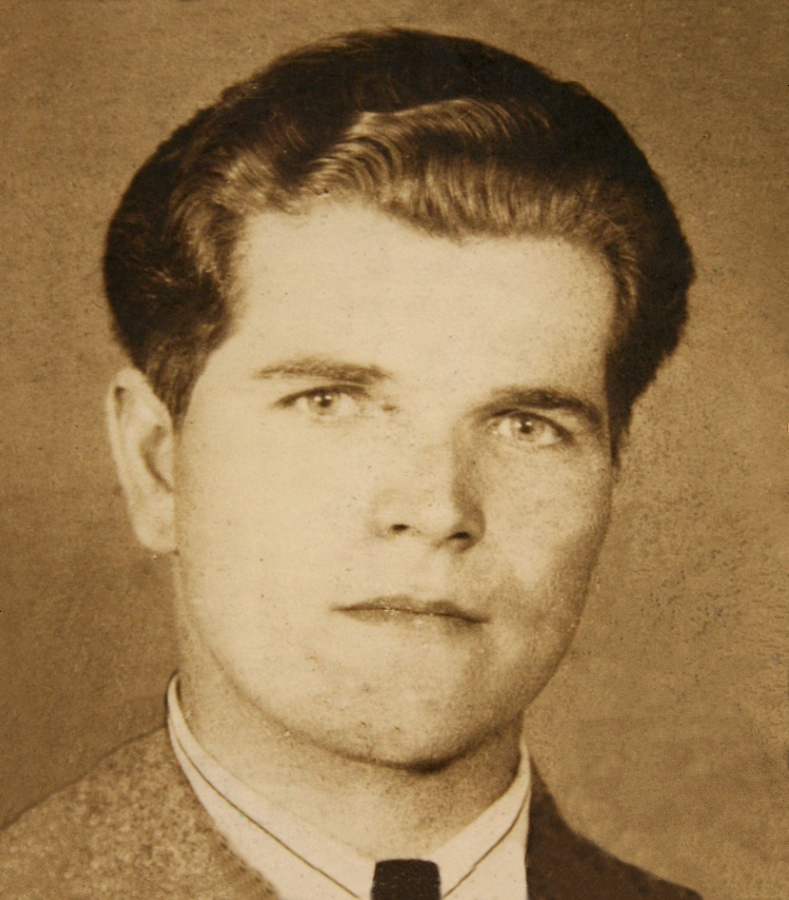
Stanislav Albrecht

Přes Otakara Šrámka a Jaroslava Pechmana, který bydlel v Hanusově ulici 1025/9 v bezprostředním sousedství Kvestorské ulice, se pak Oldřich Frolík začátkem roku 1942 dostal do kontaktu s parašutisty operace Anthropoid (Jozefem Gabčíkem a Janem Kubišem), kterým zajišťoval (spolu se svojí manželkou Barborou) nejen potraviny a úkryt (ve svém bytě), ale především servis týkající se zbraní, munice i výbušnin. (Frolík plnil vzhledem k parašutistům úlohu jakéhosi „neoficiálního zbrojíře“.)

### První pokus o zatčení
Po útoku na zastupujícího říšského protektora Reinharda Heydricha (27. května 1942) byla činnost některých podporovatelů parašutistů odhalena. Stejně jako mnohým dalším se jim stala osudnou zrada Karla Čurdy (16. června 1942), po které následovala první vlna zatýkání. Manželé Frolíkovi v této vlně a vlně následující ještě zatčeni nebyli.
Vyšetřující úředníci gestapa se na přelomu srpna a září 1942 dopracovali k poznání, že pachatelé útoku na Reinharda Heydricha nebo jejich pomocníci bydleli v Praze na Pankráci v blízkosti Janečkovy zbrojní továrny a následným šetřením v této lokalitě pak vyšetřovatelé přišli na jméno Oldřicha Frolíka. Zatčení mělo proběhnout 15. září 1942 v přízemním bytě, kam vstoupila trojice příslušníků zatýkacího komanda z pražské služebny gestapa. Oldřich Frolík zachoval chladnou hlavu, řekl jim, že si jen vezme kabát a půjde, ale místo toho se zmocnil své ukryté pistole a během půl minuty stačil na gestapáky přesnou střelbou vystřílet celý zásobník. Jednoho gestapáka na místě smrtelně zranil (zastřelil), druhého vážně postřelil, třetího zranil jen lehce a zastrašil jej tak, že se nezmohl na obranu.
Z místa incidentu pak nezraněný Oldřich s Barborou uprchli – podle jedné verze – odjeli (bez rozpaků) automobilem, kterým příslušníci gestapa na místo přijeli a který zaparkovali před razií u chodníku před domem. Ilegální úkryt Barboře a Oldřichu Frolíkovým poskytl jako první Otakar Šrámek, který (krátce po útěku Frolíkových) rovněž přešel do ilegality.

### Výsledky domovní prohlídky

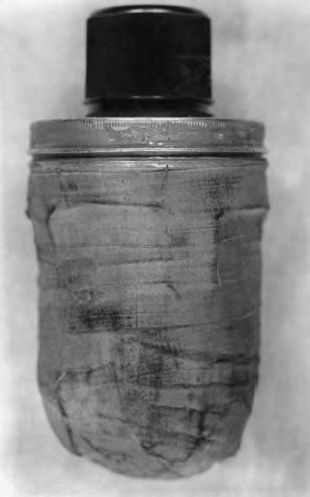
Bomba z místa atentátu na Reinharda Heydricha, identická byla nalezena při domovní prohlídce v bytě u Frolíků

Při následné prohlídce Frolíkova bytu nalezli úředníci v důmyslné skrýši celý arzenál zbraní a munice. Především byla nalezena bomba stejné konstrukce, kterou použil rotmistr Jan Kubiš při útoku na Heydricha. Dále se nalezla ramenní opěrka ke Gabčíkovu anglickému samopalu Stengun a několik pistolí (5 pistolí ráže 9 mm z toho 1 Colt super 38) jakož i značné množství munice (219 kusů 9 mm munice, 7 kusů munice ráže 7,65 mm, 30 kusů munice ráže 6,35 mm). Výčet by nebyl úplný, pokud bychom nejmenovali ještě 4 zásobníky k anglickým samopalům, 2 zásobníky k pistolím Colt ráže 9 mm, 1 zásobník na munici ráže 6,35 mm a 2 nárazníkové zapalovače nového druhu.

### Odhalení a zatčení
Kriminalisté české protektorátní policie se během pátrání po Frolíkovo známých dopracovali k Otakaru Šrámkovi, který pod nátlakem prozradil místo úkrytu manželů Frolíkových, které se nacházelo u krejčovského mistra Františka Silovského bydlícího v ulici Na Bojišti 7. Oldřich Frolík byl lstí (kriminálním inspektorem protektorátní policie a konfidentem gestapa Jaroslavem Panenkou) vylákán ze svého ilegálního úkrytu na ulici a přesilou 8 mužů po velikém boji udolán a zatčen 23. září 1942. Spolu s ním byla zatčena i jeho manželka Barbora Frolíková a krejčí František Silovský.
Tímto druhým (tentokráte úspěšným) pokusem o zatčení Frolíka byla spuštěna další vlna zatýkání, kdy ještě týž den byla v 17.00 hodin vzata do vazby jak Františka Albrechtová, tak i její manžel Stanislav Albrecht. Během výslechů Stanislava Albrechta a Františky Albrechtové ale úředníci gestapa nic podstatného „nevytěžili“ a zatýkání dalších osob se u Albrechtových „zastavilo“. (Při výsleších manželé Albrechtovi nikoho neprozradili.)

### Výslechy, věznění, stanný soud, ...
Nejprve byli manželé Frolíkovi vězněni v Praze na Pankráci a poté (po sérii tvrdých výslechů) byli odesláni do vazební věznice pražského gestapa v Malé pevnosti Terezín. Déle trvající výslechy posunuly datum konání soudu s manželi Frolíkovými až na 8. ledna 1943, kdy byli stanným soudem v Praze v nepřítomnosti oba odsouzeni k trestu smrti Následně byli 15. ledna 1943 posláni s lednovým transportem čítajícím 31 osob z Malé pevnosti Terezín do koncentračního tábora Mauthausen. V koncentračním táboře Mauthausen byli umístěni v celách tzv. „bunkru“, kde čekali na popravu, která byla vykonána 26. ledna 1943. Ten den bylo v 16:15 zavražděno 15 žen v plynové komoře. (Barboře Frolíkové bylo 32 let.) Muži (v počtu 16) byli zavražděni v odstřelovacím koutě mauthauzenského bunkru ranou z malorážní pistole do týla (Oldřich Frolík byl zabit v 16:49).

## Květa a Jitka
Po zatčení Barbory a Oldřicha Frolíkových nebyly ušetřeny „německého zájmu a péče“ ani jejich nezletilé dcerky pětiletá Květa Frolíková (* 1937) a dvouletá Jitka Frolíková (* 1940). Jako jiné děti zatčených či popravených českých odbojářů byly Květa a Jitka vězněny v internačních táborech v Praze na Jenerálce, (od dubna 1944) ve Svatobořicích a nakonec v Plané nad Lužnicí, kde se dočkaly konce druhé světové války. Po druhé světové válce Květu a Jitku vyhledali příbuzní ze strany Frolíkových a dále je pak vychovávala sestra Oldřicha Frolíka. Květa žila ve Švédsku a Jitka ve Švýcarsku. Stýkaly se, ale jejich vztah byl již od dětství velmi komplikovaný. Jitka zemřela v roce 2003 a Květa před rokem 2009.

Manžel a dcerky Barbory Frolíkové
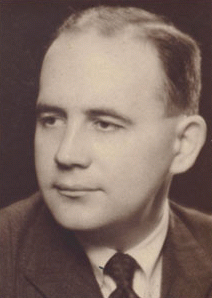
Její manžel Oldřich Frolík
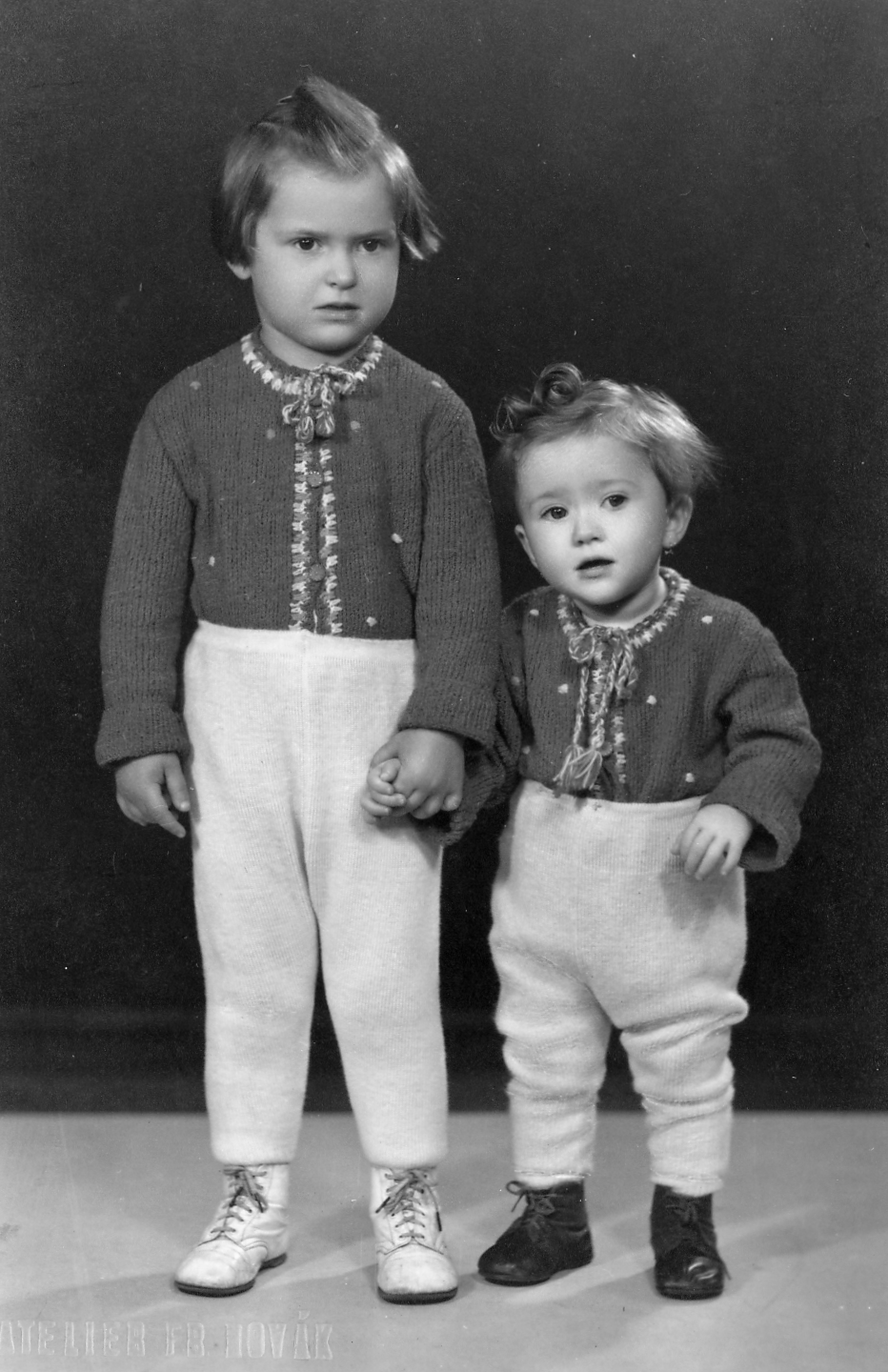
Květa (* 1937) a Jitka (* 1940) Frolíkovy

## Dovětek

### Manželé Šrámkovi

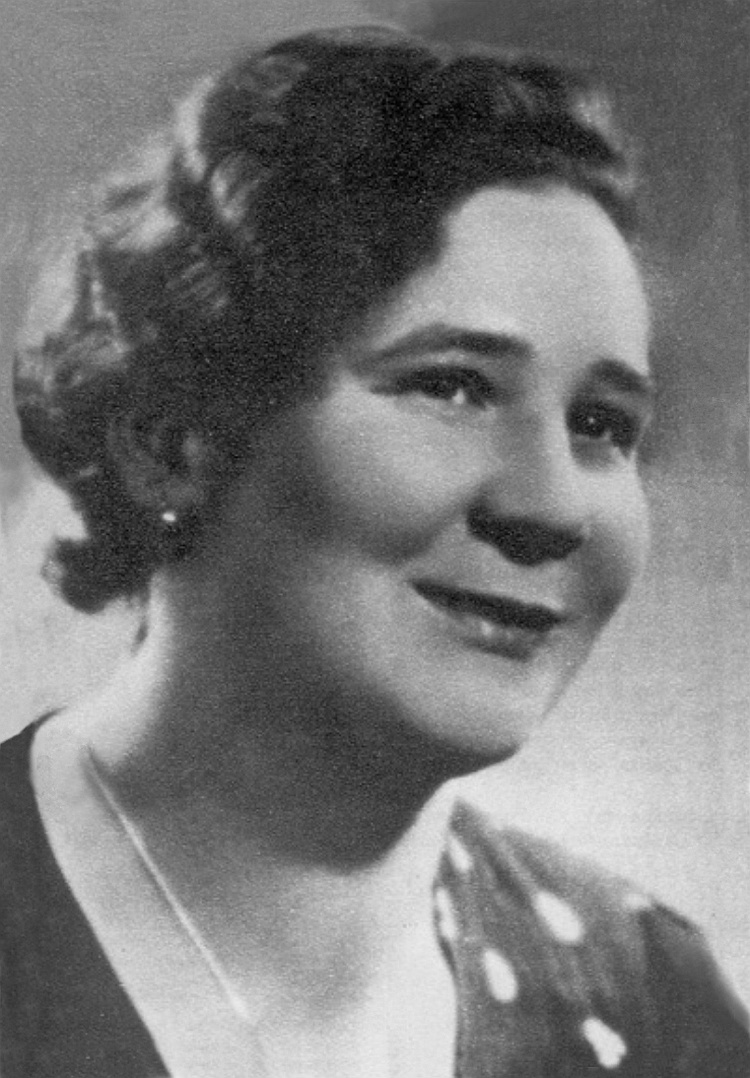
Anna Šrámková (1906–1944)

- Odbojář Otakar Šrámek, blízký přítel a kolega Oldřicha Frolíka z Janečkovy zbrojovky, ukrývající se v ilegalitě v Bečvárech u Kolína byl zatčen 21. září 1942.[12] Byl to právě Otakar Šrámek, kdo pod nátlakem gestapa a v rámci falešného slibu beztrestnosti pro sebe a svoji manželku Annu Šrámkovou napsal Frolíkovi dopis, v němž mu sliboval „bezpečný úkryt“.[8][12] Šrámek na hru gestapa přistoupil, dopis napsal, ale nakonec stejně skončil v koncentračním táboře[8] Auschwitz, kde 22. února 1943 zahynul.
- Manželka Otakara Šrámka Anna Šrámková (* 9. února 1906 Konětopy) byla ještě nějakou dobu vyslýchána, ale nakonec byla propuštěna na svobodu (a bedlivě sledována gestapem).[8] V listopadu 1943 byla opět zatčena a vězněna ve vyšetřovací vazbě v Praze na Pankráci. V dubnu 1944 byla deportována k soudnímu dvoru do Drážďan, který ji odsoudil k trestu smrti. Anna Šrámková byla popravena 11. října 1944 v Drážďanech.[12]

### Manželé Silovští
- Krejčovský mistr František Silovský (* 15. listopadu 1888) bydlel za protektorátu v dnes již neexistujícím domě Na Bojišti 7 (ulice se jmenovala německy: Walstatt)[18] na adrese Na bojišti 7, Praha 2 - Nové Město.[9] Po zatčení Oldřicha Frolíka a jeho manželky Barbory Frolíkové (23. září 1942) byl zatčen i František Silovský.[18] František Silovský byl popraven v koncentračním táboře Mauthausen v odstřelovacím koutě „bunkru“ střelou z malorážní pistole do týla ve stejný den jako manželé Frolíkovi tedy 26. ledna 1943.[18]
- Manželka Františka Silovského Marie Silovská (* 7. října 1898) zahynula v Terezíně 16. srpna 1944.[18][18]

## Připomínky
- Její jméno (Frolíková Barbora roz. Kvasničková *21.9.1910) je uvedeno na pomníku při pravoslavném chrámu svatého Cyrila a Metoděje (adresa: Praha 2, Resslova 9a). Pomník byl odhalen 26. ledna 2011 a je součástí Národního památníku obětí heydrichiády.[1][2][19]
- Ve čtvrtek dne 13. září 2018 v 17.00[20] byla na vnějším plášti domu v Kvestorské ulici (na adrese: Kvestorská 337/5, 140 00 Praha 4 - Michle)[14][20][21], kde za protektorátu bydlel Oldřich Frolík se svojí manželkou Barborou Frolíkovou, za přítomnosti představitelů městské části Praha 4 (a badatele a spisovatele Jiřího Padevěta) slavnostně odhalena pamětní deska.[20][21] O instalaci této pamětní desky se zasloužila Iniciativa A, Československá obec legionářská (ČsOL), MČ Praha 4 a Rota Nazdar[14][20]

„ ... jen si vezmu kabát ...“ // v tomto domě žili obětaví sokolští odbojáři / Barbora a Oldřich / Frolíkovi // Oldřich Frolík jako zbrojíř pomáhal / odboj. skupině Říjen i výsadku ANTHROPOID. / Na tomto místě 15. 9. 1942 sám zneškodnil / tříčlenné zatýkací komando gestapa / a s manželkou přešel do ilegality. / Po zradě byli manželé zatčeni, / krutě mučeni a zavražděni 26. 1. 1943 / v KT Mauthausen
Nápis na pamětní desce v Kvestorské ulici,